# 나주 연씨
나주 연씨(羅州連氏)는 전라남도 나주시를 본관으로 하는 한국의 성씨이다. 시조는 고려 태조(高麗 太祖) 원년에 이등공신(二等功臣)에 녹훈된 연주(連珠)이다.

## 역사
시조는 태조(太祖) 원년에 이등공신(二等功臣)에 녹훈된 연주(連珠)이다. 연주(連珠)는 918년(태조 1) 8월 고려를 건국하는 데 공을 세운 개국공신을 선정하여 포상할 때 견권(堅權)·능식(能寔)·권신(權愼)·염상(廉湘)·김락(金樂)·마난(麻煖)과 함께 이등공신(二等功臣)이 되어 금, 은, 그릇과 비단을 받았다. 936년에는 후백제(後百濟)와의 마지막 결전이었던 일리천(一利川: 현재 경상북도 구미)싸움에 원보(元甫)로서 대상(大相) 김철(金鐵)·홍유(洪儒)·박수경(朴守卿), 그리고 원윤(元尹) 훤량(萱良)과 함께 마군(馬軍) 1만 명을 거느리고 3군(軍)중 우군(右軍)에 소속되어 참전하였다.

## 참고
연주(連珠)와 함께 고려 개국공신에 녹훈된 인물 중 김락(金樂)은 당악 김씨(唐岳 金氏)의 시조, 견권(堅權)은 천녕 견씨(川寧 堅氏)의 시조, 마난(麻煖)은 영평 마씨(永平 麻氏)의 시조로 삼는다.

## 인물
- 연상현(連相炫, 1923년 ~ ?) : 삼성코닝 부사장 (서울대학교 화학 학사. 삼성코닝 고문.)

## 인구
연(連)씨 2015년 대한민국 통계청 조사에서 59명으로 조사되었는데, 나주(羅州)를 본관으로 하는 나주 연씨가 48명으로 조사되었다.

## 같이 보기
- 곡산 연씨
- 전주 연씨
- 당악 김씨
- 영평 마씨
- 천녕 견씨